# TETSU (格闘家)
TETSU（テツ、2000年8月22日 - ）は、日本の男性キックボクサー。大阪府枚方市出身。月心会チーム侍所属。第6代DEEP☆KICK -65kg王者。本名は野田 哲司。弟はキックボクサーの野田蒼。

## 経歴
小学1年生から空手を始める。一度格闘技から離れるが、同門の先輩である椿原龍矢のK-1甲子園での活躍をきっかけに格闘技に復帰。
2017年5月に関西のキックボクシング大会「HIGH SPEED」でプロデビュー。2018年12月にK-1 WORLD GP 2018 JAPANのプレリミナリーファイトに出場し、倉崎昌史に判定3-0で勝利。2019年6月にKrushのフェザー級タイトルマッチの挑戦者として江川優生と対戦し、1ラウンドKO負け。2020年にスーパー・フェザー級に階級を上げ、Krushで提髪和希に、K-1 WORLD GP 2020で西元也史に勝利して連勝。
2021年のPURGE TOKYOへの移籍を経て、月心会チーム侍に復帰。2023年7月30日に第26回全国空手道選手権大会団体の部で準優勝。個人の部で3位。
2024年4月に開催された「DEEP☆KICK ZERO 13」のメインイベント「DEEP☆KICK-63kg挑戦者決定トーナメント決勝」で古宮晴と対戦し、判定0-2で敗北。
2024年12月8日に開催された「DEEP☆KICK 72」のメインイベント「DEEP☆KICK-65kg王座決定戦」で吉瀧光と対戦し、3ラウンド1分38秒に相手陣営からタオルが投げ込まれてTKO勝利。DEEP☆KICKの-65kg級王者となった。なお、弟の野田蒼も同日にBreakingDownで勝利した。
2025年3月2日に開催される「BreakingDown15」のオーディションに参加し、全日本極真連合会世界王者のよしきまると61キロ以下契約での対戦が決定。なお、BreakingDownへの参加にあたって、K-1に違約金を支払った。前日に行われた計量で体重超過したことにより、よしきまるが勝った場合のみ公式試合として認められることとなった。試合はキック中心のよしきまるに対しパンチ中心で応戦し、互角の内容で1ラウンドを終えると規定により判定には移らず、敗北が決定。試合終了に対する会場からのブーイングを受けて延長ラウンドが実施されたが、決定打がなく敗北となった。

## 戦績

### プロキックボクシング
| キックボクシング 戦績 | キックボクシング 戦績 | キックボクシング 戦績 | キックボクシング 戦績 | キックボクシング 戦績 | キックボクシング 戦績 | キックボクシング 戦績 |
| --------------------- | --------------------- | --------------------- | --------------------- | --------------------- | --------------------- | --------------------- |
| 22 試合               | (T)KO                 | 判定                  | その他                | 引き分け              | 無効試合              |                       |
| 16 勝                 | 5                     | 11                    | 0                     | 0                     | 0                     |                       |
| 6 敗                  | 3                     | 2                     | 0                     | 0                     | 0                     |                       |

| 勝敗 | 対戦相手           | 試合結果                   | 大会名 | 開催年月日     |
| ○    | 吉瀧光             | 3R 1分38秒TKO              | DEEP☆KICK 72【DEEP☆KICK-65kg王座決定戦】 | 2024年12月8日  |
| ○    | 田邊雅弥           | 3R終了判定3-0              | DEEP☆KICK ZERO 14 | 2024年7月21日  |
| ×    | 古宮晴             | 3R終了判定3-0              | DEEP☆KICK ZERO 13【DEEP☆KICK-63kg挑戦者決定トーナメント決勝】                                                                                     | 2024年4月7日   |
| ○    | 久保田有哉         | 1R 2分35秒KO               | DEEP☆KICK ZERO 10【DEEP☆KICK-63kg挑戦者決定トーナメント準決勝】                                                                                   | 2024年2月25日  |
| ○    | 篤椰               | 判定3-0                    | DEEP☆KICK 68 | 2023年12月10日 |
| ○    | チャン・ドクジュン | 3R終了判定3-0              | Krush.152 | 2023年8月27日  |
| ○    | 三宅祐弥           | 3R 2分42秒KO（右フック）   | Krush.150 | 2023年6月16日  |
| ×    | 山本直樹           | 3RKO                       | Krush.144 | 2022年12月18日 |
| ○    | 松本涼雅           | 延長判定3-0                | Krush.138 | 2022年6月17日  |
| ×    | 斎藤祐斗           | KO                         | Krush.133 | 2022年1月28日  |
| ○    | 西元也史           | 判定3-0                    | K-1 WORLD GP 2020 JAPAN～K-1秋の大阪決戦～ | 2022年1月28日  |
| ○    | 提髪和希           | 判定3-0                    | Krush.114 | 2020年7月11日  |
| ×    | 斗麗               | 延長判定0-3                | “K-1冬のビッグマッチ 第1弾 横浜”「K-1 WORLD GP 2019 JAPAN ～よこはまつり～【K-1 WORLD GP第3代フェザー級王座決定トーナメント・リザーブファイト】」 | 2019年11月24日 |
| ×    | 江川優生           | 1R 2分14秒KO【左アッパー】 | Krush.102【Krushフェザー級タイトルマッチ】 | 2019年6月21日  |
| ○    | 伊澤波人           | 判定3-0                    | Krush.100 | 2019年4月19日  |
| ○    | 佐野天馬           | 判定2-0                    | Krush.98 | 2019年2月16日  |
| ○    | 倉崎昌史           | 判定3-0                    | K-1 WORLD GP 2018 JAPAN～K-1ライト級世界最強決定トーナメント～                                                                                    | 2018年12月8日  |
| ×    | 新美貴士           | 判定0-3                    | Krush.92 ～in NAGOYA～ | 2018年8月18日  |
| ○    | 郁弥               | 判定3−0                    | DEEP☆KICK36 | 2018年7月1日   |
| ○    | ユウト             | 1R20秒KO（右ストレート）   | BORDER-KICKBOXING | 2018年3月25日  |
| ○    | 〇〇〇〇           | 判定3−0                    | HIGH SPEED DIVINE | 2018年10月8日  |
| ○    | 井上大地           | 判定                       | HIGHSPEED2017 | 2017年5月28日  |

### アマチュアキックボクシング
| 勝敗 | 対戦相手   | 試合結果         | 大会名         | 開催年月日   |
| ×    | よしきまる | 1分1R+延長1R終了 | BreakingDown15 | 2025年3月2日 |